# Новая Бискайя
Новая Бискайя (исп. Nueva Vizcaya, баск. Bizkai Berria) — первая провинция на севере вице-королевства Новая Испания, которая была исследована и заселена испанцами. В 1776 года вошла в состав генерал-капитанства и комендантства Внутренних Провинций Вице-королевства Новая Испания. Территория включала в себя нынешние штаты Мексики Чиуауа и Дуранго, а также районы восточной части Сонора и Синалоа и юго-запад Коауилы. После обретения Мексикой независимости, 19 июля 1823 года решением её Верховного конгресса провинция Новая Бискайя была разделена на два штата: Чиуауа и Дуранго, после чего в 1824 году перестала существовать как административная единица.

## Территория

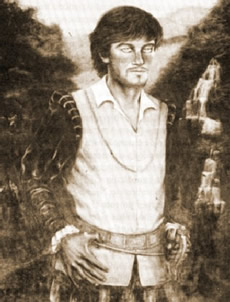
Капитан Франсиско де Ибарра

Исследование северных территорий современной Мексики началось с экспедиции Нуньо Бельтрана де Гусмана в 1529—1531 годах. Исследованным и завоёванным территориям Гусман дал название «Conquista del Espíritu Santo de la Mayor España». Королева Хуана, однако, не утвердила это название, и королевским декретом от 25 января 1531 года эти земли получили название «Королевство Новая Галисия».
Дальнейшее исследование центральной части северных территорий Мексики продолжил капитан Франсиско де Ибарра, баск по национальности, который первым колонизировал Дуранго. В июле 1563 года он основал город, который назвал Дуранго в честь одноимённого города у себя на родине. В период правления Франциско де Ибарры были заложены поселения дальше к северу от Сакатекаса, города, со временем ставшим вторым по значимости после Мехико за счёт разрабатываемых в его окрестностях месторождения серебра. Ибарра назвал эту область Новая Бискайя, вероятнее всего, в честь своей родины. Новая Бискайя включала в себя нынешние мексиканские штаты Чиуауа и Дуранго, а также ряд восточных областей штатов Сонора и Синалоа и юго-западную часть штата Коауилы. Новая Бискайя входила в юрисдикцию королевской аудиенсии Гвадалахары в составе вице-королевства Новая Испания и управлялась её губернатором.
В течение последующих 250 лет испанские исследователи и миссионеры-иезуиты из Новой Бискайи исследовали Новую Мексику и заселили большую её часть, основали города Паррас и Сальтильо, а также участвовали в развитии Соноры и Синалоа.

## Провинция
В 1776 году в рамках реформ, проводимых под руководством Хосе де Гальвеса, северные провинции вице-королевства Новая Испания были объединены в генерал-капитанство и комендантство Внутренних Провинций, куда вошла и Новая Бискайя. Первоначально Внутренние провинции функционировали независимо от вице-королевства Новая Испания, но при его финансовой поддержке, но вскоре они потеряли свою автономию.
21 мая 1785 года районы Сальтильо и Паррас были отделены от провинции Новая Бискайя (нынешние штаты Чиуауа и Дуранго) и включены в состав провинции Коауила (бывшая Новая Эстремадура). 30 мая 1787 года генерал-капитан утвердил это разделение. В том же году Внутренние провинции были разделены на два комендантства (Западное и Восточное): одно в Дуранго, а другое в Ариспе. В 1787—1790 годах Новая Бискайя входила в состав Западных внутренних провинций, пока два комендантства не были снова объединены.
В 1813 году король Испании снова разделил Внутренние провинции на два комендантства. Такое разделение сохранилось до ликвидации Вице-королевства Новая Испания в 1821 году.

## Война за независимость
В 1810 году в Мексике началась война за независимость, которая не обошла и Новую Бискайю. В провинции были небольшие вспышки движения повстанцев, но за месяц до ареста лидера повстанцев Идальго восставшие были арестованы, и на территории Новой Бискайи наступил мир.
После призыва учредительного собрания Испании создавать кортесы, Новая Бискайя избрала своим представителем Хуана Хосе Гуеренья. Он был представителем провинции с 4 апреля 1811 года вплоть до своей смерти 10 сентября 1813 года. В 1812 году он подписал Конституцию Испании, которая вводила равное представительство метрополии и колоний в кортесах и признавала гражданские права всех жителей колоний без негритянских примесей.
Однако же волевым решением испанского монарха Фердинанда VII Конституция, несмотря поддержку большинства жителей провинций, была отменена в 1814 году. В связи с этим колониальные либералы начали борьбу за её восстановление не только конституционными методами: в конце 1814 года Хосе Феликс Треспаласиос (в будущем первый губернатор Коауилы и Техаса) и Хуан Пабло Кабальеро планировали восстание в Чиуауа, но заговор был раскрыт генерал-комендантом Диего Гарсией Конде; в 1820 году было небольшое восстание в Дуранго, но оно было быстро подавлено.

## Независимость

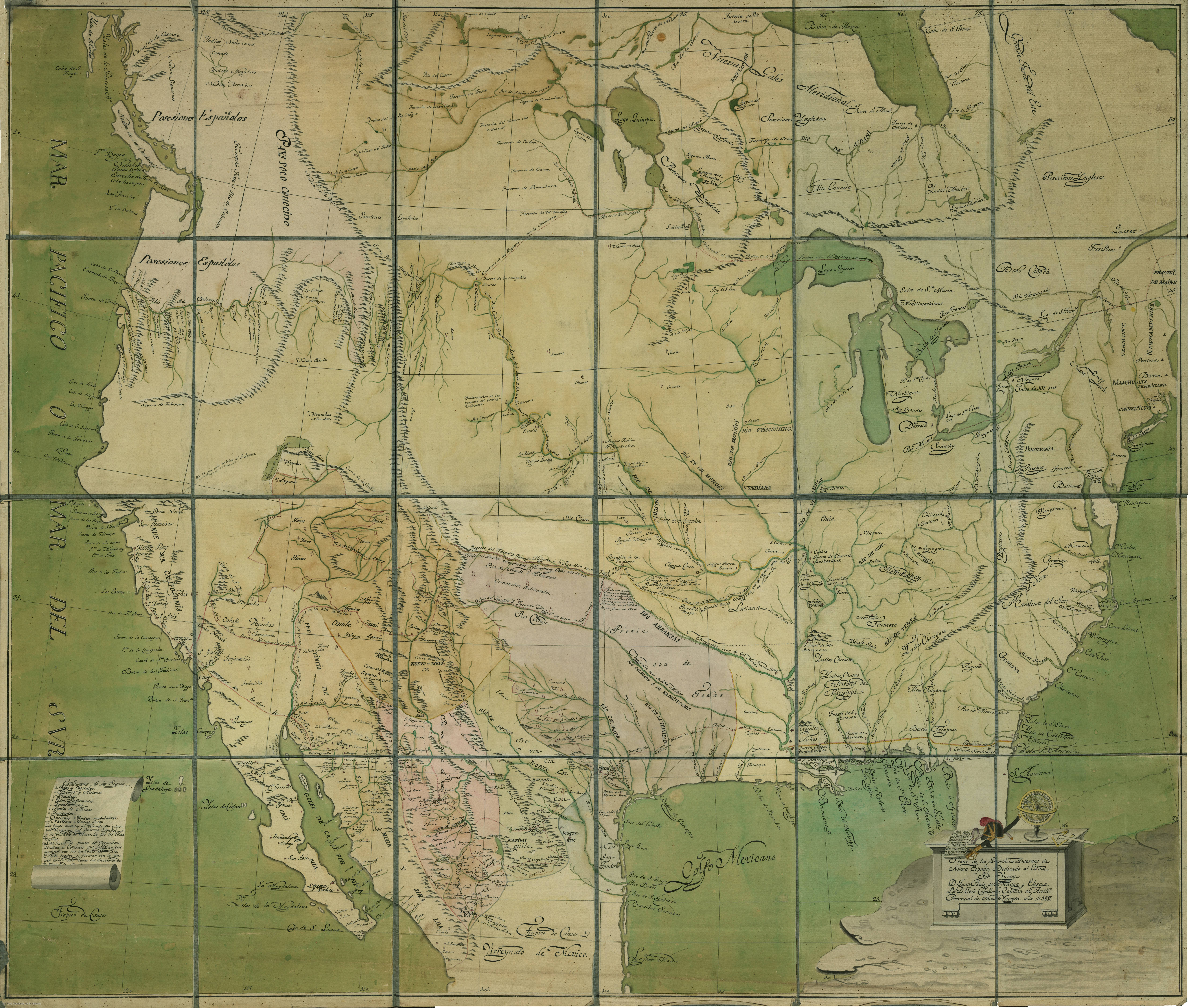
Новая Бискайя в 1817 году

В 1821 году Конституция Испании была восстановлена. На должность генерал-коменданта западных внутренних провинций вместо Диего Конде был назначен Антонио Кордеро-и-Бустаманте, а губернатором провинции Новая Бискайя стал Мариано де Урреа. В 1821 году страх перед либеральными реформами привёл к тому, что Агустин де Итурбиде вместе со значительной частью креольской знати изменил испанской короне и перешёл на сторону инсургентов, объединившись с силами Висента Герреро. Губернатор и интендант Новой Галисии, генерал Хосе де ла Круз, отступил в Дуранго, чтобы предпринять последние усилия против Итурбиде. 4 июля 1821 года он занял город, его преследовал лейтенант Педро Селестино Негрете (отряд 3000 солдат) и в начале августа взял в осаду город. Хосе де ла Круз продержался более трёх недель, но 3 сентября сдал город и принял перемирие. По приказу Итурбиде ему оказали все почести и разрешили отправиться в Испанию.
Менее чем через год командующий гарнизоном Веракруса, будущий президент Мексики Антонио Лопес де Санта-Анна поднял восстание против Итурбиде. Регион Чиуауа сразу присоединился к восстанию, а население Дуранго изначально было против, но 5 марта 1823 года войска и население в регионе заявили о своей поддержке восстания. Генерал-комендант Кордеро-и-Бустаманте и губернатор Дуранго дель Коррал подали в отставку, опасаясь расправы. Гаспар де Очоа стал новым генерал-комендантом, а Хуан Наварро губернатором Дуранго.

### Создание Федеративных Штатов Чиуауа и Дуранго
19 июля 1823 года Верховный конгресс постановил разделить провинцию Новая Бискайя на две: Чиуауа и Дуранго. По новой конституции провинции превратились в штаты. Депутаты провинциального совета предложили Верховному конгрессу временно объединить Чиуауа, Дуранго и Новую Мексику в единый штат в составе федерации со столицей в Чиуауа. Однако провинция Дуранго, которая была богаче, чем остальные, потребовала оставить столицу на своей территории или создать на территории провинции отдельный штат. В 1824 году было принято решение о разделении. Новая Мексика была преобразована в отдельную территорию, непосредственно управляемую федеральным правительством. В 1825 году штаты Чиуауа и Дуранго приняли свои конституции. В Чиуауа был создан законодательный совет (не менее 11 депутатов), а в Дуранго двухпалатный законодательный орган штата (сенат из 7 членов и нижняя палата).

## Примечание
1. ↑  Bernal Diaz del Castillo. Como fuimos A la cabeçera y mayor pueblo de tascala y lo q Alli pasamos // Historia Verdadera de la conquista de la Nueva España. — Cambridge: Cambridge University Press. — С. 440–448. — ISBN 9780511705816.
2. ↑  Ибара, Франциско де — История географических открытий. Персоналии. www.discover-history.com. Дата обращения: 24 августа 2019. Архивировано 23 августа 2019 года.
3. 1 2 3  MARK ODINTZ. NUEVA VIZCAYA (англ.). tshaonline.org (15 июня 2010). Дата обращения: 24 августа 2019. Архивировано 16 октября 2019 года.
4. 1 2 3 4 5 6  Hubert Howe Bancroft. History of the North Mexican States and Texas Vol. II 1801-1889. — The History Company, 1889-01-01. — P. 54-77. — 814 p.
5. 1 2  Ignacio Del Río. Colonialismo y Frontera. La imposición del tributo en Sinaloa y Sonora // Estudios de Historia Novohispana. — 1991-10-05. — Т. 10, вып. 010. — P. 237-265. — ISSN 1870-9060 2448-6922, 1870-9060. — doi:10.22201/iih.24486922e.1991.010.3319.
6. ↑  Juan de Ugalde. www.oocities.org. Дата обращения: 24 августа 2019. Архивировано 30 октября 2020 года.
7. ↑  David Bushnell, Marie Laure Rieu-Millan. Los Diputados Americanos en Las Cortes de Cadiz (Igualdad o Independencia). // The American Historical Review. — 1992-06. — Т. 97, вып. 3. — С. 967. — ISSN 0002-8762. — doi:10.2307/2164980.
8. ↑  Альперович М. С. Рождение Мексиканского государства. — Москва: Наука, 1979 год. — С. 68.